# Angiolo Maria Colomboni
Angiolo Maria Colomboni (Gubbio, 1608 – 1672) è stato un religioso, matematico e miniatore italiano.

## Biografia
Entrò nell'ordine monastico degli Olivetani. Si applicò allo studio della matematica e nel 1669, mentre si trovava a Bologna, stampò un testo matematico intitolato Prattica Gnomonica, un manoscritto di oltre 500 pagine in cui descrive con meticolosità elementi di sciaterica e disegna numerosi schemi costruttivi di orologi solari, alcuni dei quali comprendono parti mobili per meglio illustrare il funzionamento dei meccanismi descritti.
Pubblicò anche diversi disegni, in particolare di elementi naturali come fiori e uccelli, che sono stati paragonati a quelli di Giovanni da Udine, mentre Guercino da Cento e Francesco Allegrini lo definirono "il Raffaello dei loro tempi". A Bologna raggiunse il titolo di abate, ma ritornò successivamente a Gubbio per dedicarsi agli studi.